# Literatura española (serie filatélica)
Literatura española es el nombre de una serie filatélica emitida por Correos y Telégrafos de España entre los años 1997 y 2001, que está dedicada a hacer un homenaje de los principales exponentes de la literatura española. En total fueron puestos en circulación 9 sellos en 5 fechas de emisión diferentes.

## Descripción
| Fecha de emisión | Nombre del sello (descripción) | Dimensiones (mm) | Valor facial (en €) |
| ---------------- | --- | ---------------- | ------------------- |
| 08.05.1997       | 1) Ilustración alusiva al El Lazarillo de Tormes que muestra el episodio en el que Lázaro entra al servicio del ciego                                                                               | 28,8 × 40,9      | 21                  |
| 08.05.1997       | 2) El Séneca, personaje creado por el escritor gaditano José María Pemán; el sello reproduce las imágenes del escritor y del actor Antonio Martelo, intérprete del personaje en la serie televisiva | 40,9 × 28,8      | 32                  |
| 29.04.1998       | 1) Motivo alusivo a la obra La Celestina del dramaturgo Fernando de Rojas | 28,8 × 40,9      | 35                  |
| 29.04.1998       | 2) Motivo alusivo a la novela Fortunata y Jacinta de Benito Pérez Galdós | 28,8 × 40,9      | 70                  |
| 17.11.2000       | 1) Ilustración de la novela Entre naranjos del escritor valenciano Vicente Blasco Ibáñez | 40,9 × 28,8      | 35                  |
| 17.11.2000       | 2) Ilustración de la obra teatral La venganza de Don Mendo del escritor andaluz Pedro Muñoz Seca | 40,9 × 28,8      | 70                  |
| 17.11.2000       | 3) Ilustración de la obra dramática El alcalde de Zalamea de Calderón de la Barca | 40,9 × 28,8      | 100                 |
| 13.06.2001       | 1) Conmemoración del centenario de la muerte de Leopoldo Alas «Clarín». En el sello se reproduce una imagen del escritor y una escena de su cuento ¡Adiós Cordera!                                  | 40,9 × 28,8      | 75 (0,45)           |
| 13.07.2001       | 1) Cuarto centenario del nacimiento del escritor aragonés Baltasar Gracián | 40,9 × 28,8      | 120 (0,72)          |